# Callimoxys gracilis
Callimoxys gracilis је врста инсекта из реда тврдокрилаца (Coleoptera) и породице стрижибуба. Сврстана је у потпородицу Cerambycinae.

## Распрострањеност
Врста је распрострањена на подручју југоисточне Европе, Словачке, Мађарске, Мале Азије, Кавказа и Ирана. У Србији је релативно честа врста.

## Опис
Тело је црно, благо зеленкасто или плавкасто са металним сјајем, очи су црне. Пронотум је код мужјака зелене до плаве боје, а код женки црвен, са предњим и задњим црним рубом. Антене су средње дужине до дуге, не досежу до врха покрилца, иначе су дуже код мужјака него код женки. Задња крила делимично извирују преко покрилца и видљива су и у скупљеном положају крила. Бочни и трбушни део абдомена је покривен ситним длачицама. Сви фемури имају бубрежаст облик, а низ квржица на спољном рубу задњих голеница је карактеристика овог рода. Дужина тела је од 5 до 12 mm.

## Биологија
Животни циклус траје једну до две године. Ларве се развијају у мртвим гранама. Адулти су активни од априла до јуна и срећу се на биљци домаћину, активни су у сумрак и током ноћи и долећу на светло. Као домаћини јављају се различите врсте листопадног дрвећа (орах, питоми кестен, храст, крушка, ружа, купина, малина, бадем, итд.).

## Статус заштите
Callimoxys gracilis се налази на Европској црвеној листи сапроксилних тврдокрилаца.

## Синоними
- Stenopterus gracilis Brullé, 1833